# Сілвер-Плюм (Колорадо)
Сілвер-Плюм (англ. Silver Plume) — місто (англ. town) в США, в окрузі Клір-Крік штату Колорадо. Населення — 207 осіб (2020).

## Географія
Сілвер-Плюм розташований за координатами 39°41′44″ пн. ш. 105°43′36″ зх. д. / 39.69556° пн. ш. 105.72667° зх. д. (39.695448, -105.726634).  За даними Бюро перепису населення США в 2010 році місто мало площу 0,68 км², з яких 0,67 км² — суходіл та 0,01 км² — водойми.

## Демографія
Згідно з переписом 2010 року, у місті мешкало 170 осіб у 84 домогосподарствах у складі 41 родини. Густота населення становила 251 особа/км².  Було 145 помешкань (214/км²).
Расовий склад населення:
| - 92,9 % — білих - 2,4 % — корінних американців - 0,6 % — азіатів - 2,4 % — осіб інших рас |

До двох чи більше рас належало 1,8 %. Частка іспаномовних становила 2,9 % від усіх жителів.
За віковим діапазоном населення розподілялося таким чином: 12,4 % — особи молодші 18 років, 77,6 % — особи у віці 18—64 років, 10,0 % — особи у віці 65 років та старші. Медіана віку мешканця становила 42,0 року. На 100 осіб жіночої статі у місті припадало 129,7 чоловіків;  на 100 жінок у віці від 18 років та старших — 132,8 чоловіків також старших 18 років.
Середній дохід на одне домашнє господарство  становив 59 931 долар США (медіана — 42 000), а середній дохід на одну сім'ю — 79 203 долари (медіана — 74 375). Медіана доходів становила 35 250 доларів для чоловіків та 49 750 доларів для жінок. За межею бідності перебувало 11,5 % осіб, у тому числі 0,0 % дітей у віці до 18 років та 5,9 % осіб у віці 65 років та старших.
Цивільне працевлаштоване населення становило 142 особи. Основні галузі зайнятості: мистецтво, розваги та відпочинок — 23,9 %, освіта, охорона здоров'я та соціальна допомога — 12,7 %, науковці, спеціалісти, менеджери — 11,3 %, інформація — 11,3 %.